# 安提諾烏斯的蒙德拉貢雕像
《安提諾烏斯的蒙德拉貢雕像》（Antinous Mondragone）是一尊0.95公尺（3英尺1英寸）高的大理石雕像，屬於神化安提諾烏斯蒙德拉貢類型。這個巨大的頭像製作於公元130年至138年之間的某個時期，據信18世紀初在羅馬城市塔斯庫勒姆附近被重新發現。重新發現後，它作為波格賽家族一部分收藏在蒙德拉貢別墅（Villa Mondragone），並於1807年被賣給了拿破崙·波拿巴；現在收藏法國巴黎羅浮宮。

## 歷史
這尊巨石雕塑製作於哈德良皇帝統治時期，他從西元117年在位，直到西元138年去世。人們普遍認為哈德良一直把安提諾烏斯當作他的情人，並且曾發生性行為。然而，這種關係並沒有累積太多的文獻資料，因此許多細節都不得而知。因此，現在有許多理論圍繞著他們的關係以及安提諾烏斯在公元130年猝逝     。
這件雕塑是安提諾斯崇拜中製作的眾多藝術品之一，被認為是哈德良對安提諾斯死亡的悲痛展現。在三種不同類型的安提諾斯崇拜雕像中，這件作品屬於蒙德拉貢類型，可以通過其獨特的髮型來識別，該髮型參考了希臘葡萄酒神狄俄尼索斯。